# Pseudoamerioppia lamellata
Pseudoamerioppia lamellata är en kvalsterart som först beskrevs av Wallwork 1961.  Pseudoamerioppia lamellata ingår i släktet Pseudoamerioppia och familjen Oppiidae. Inga underarter finns listade i Catalogue of Life.